# Aspidogyne mendoncae
Aspidogyne mendoncae är en orkidéart som först beskrevs av Alexander Curt Brade och Guido Frederico João Pabst, och fick sitt nu gällande namn av Paul Ormerod. Aspidogyne mendoncae ingår i släktet Aspidogyne och familjen orkidéer. Inga underarter finns listade i Catalogue of Life.